# خندق (هوپا)
خندق (به لاتین: Hendek) یک منطقهٔ مسکونی در ترکیه است که در هوپا واقع شده‌است. خندق ۱۴۵ نفر جمعیت دارد.